# Atheyna Bylon
Atheyna Bylon (Cidade do Panamá, 6 de abril de 1989) é uma pugilista panamenha.

## Carreira
Depois de ingressar na Polícia Nacional do Panamá e encontrar em Ricardo Córdova um excelente treinador, ele teve uma rápida ascensão desde o início de 2013. Seu primeiro sucesso internacional notável veio em março de 2013, quando conquistou o primeiro lugar no peso médio nos X Jogos Esportivos Centro-Americanos. em San José, Costa Rica com vitórias por pontos sobre Zulema Álvarez da Guiana e Leda Mayorga da Nicarágua.
Nos Jogos Olímpicos de Verão de 2024, em Paris, conquistou a medalha de prata na disputa de peso médio (até 75 kg).